# Ідріс I (маї Канему)
Ідріс I (*д/н — 1366) — 26-й маї (володар) імперії Канем в 1342—1366 роках.

## Життєпис
Походив з династії Сейфуа. Син маї Ібраїма I. Після загибелі батька 1315 року відсторонений від влади. Тривалий час мешкав в області Борну. 1342 року після загибелі у війні з народом сао (на південний схід від Канему) брата — маї Мухаммада I успадкував трон.
Відмовився від наміру силою підкорити сао, уклавши з ними перемир'я. Намагався поширити вплив на південь через розширення торгівлі. Проводив політику мирного співіснування осілого й кочового населення, мусульман та поган. Завдяки цьому відновив внутрішній спокій всередині імперії та встановив мирні відносини з усіма сусідами.
Помер 1366 року. Йому спадкував брат Дауд I.